# Kaliště (Kelet-prágai járás)
Kaliště település Csehországban, a Kelet-prágai járásban. Kaliště Ondřejov, Senohraby, Hvězdonice, Lštění, Chocerady és Přestavlky u Čerčan településekkel határos. Lakosainak száma 381 fő (2024. január 1.).

## Népesség
A település lakosságának változását az alábbi diagram mutatja:
| Lakosok száma | 356  | 412  | 385  | 324  | 203  | 158  | 279  | 302  | 339  | 381  |
|               | 1869 | 1890 | 1921 | 1950 | 1980 | 2001 | 2017 | 2019 | 2022 | 2024 |